# Cébriot
Der Cébriot ist ein kleiner Fluss in Frankreich, der im Département Doubs in der Region Bourgogne-Franche-Comté verläuft. Er entspringt im Juragebirge, im Gemeindegebiet von Châtelblanc, entwässert generell in nordöstlicher Richtung und mündet nach rund acht Kilometern im Ortsgebiet von Mouthe als linker Nebenfluss in den hier erst etwa 2 km langen, aber wasserreicheren Doubs.
Die Quelle des Cébriot ist die am weitesten von der Mündung ins Mittelmeer entfernte Quelle im Flusssystem der Rhône. Der Flusslauf Cébriot–Doubs–Saône–Rhône misst insgesamt 1031 km.

## Orte am Fluss
(Reihenfolge in Fließrichtung)
- Châtelblanc
- Chaux-Neuve
- Petite-Chaux
- Mouthe